# Елпайн-Нортіст (Вайомінг)
Елпайн-Нортіст (англ. Alpine Northeast) — переписна місцевість (CDP) в США, в окрузі Лінкольн штату Вайомінг. Населення — 246 осіб (2020).

## Географія
Елпайн-Нортіст розташований за координатами 43°11′39″ пн. ш. 111°0′26″ зх. д. / 43.19417° пн. ш. 111.00722° зх. д. (43.194060, -111.007324).  За даними Бюро перепису населення США в 2010 році переписна місцевість мала площу 13,02 км², уся площа — суходіл.

## Демографія
Згідно з переписом 2010 року, у переписній місцевості мешкало 196 осіб у 90 домогосподарствах у складі 55 родин. Густота населення становила 15 осіб/км².  Було 136 помешкань (10/км²).
Расовий склад населення:
| - 98,0 % — білих - 1,0 % — азіатів |

До двох чи більше рас належало 1,0 %. Частка іспаномовних становила 2,0 % від усіх жителів.
За віковим діапазоном населення розподілялося таким чином: 19,4 % — особи молодші 18 років, 69,9 % — особи у віці 18—64 років, 10,7 % — особи у віці 65 років та старші. Медіана віку мешканця становила 44,6 року. На 100 осіб жіночої статі у переписній місцевості припадало 115,4 чоловіків;  на 100 жінок у віці від 18 років та старших — 113,5 чоловіків також старших 18 років.
Цивільне працевлаштоване населення становило 11 осіб. Основні галузі зайнятості: публічна адміністрація — 100,0 %.